# 活動體
活動體（trophozoite），又稱滋養體，是原蟲類寄生蟲（Protozoan parasites）生活史上的一個活躍、有運動性和繁殖的階段。活動體之後會發展成裂殖體（schizont）階段，即成為一個母細胞。寄生蟲在活動體的階段，易侵入組織造成病變。